# Teresa (Film)
Teresa ist ein 1950 von Fred Zinnemann gedrehtes und am 5. April 1951 in New York City uraufgeführtes US-amerikanisches Gesellschaftsdrama mit Pier Angeli und John Ericson in den Hauptrollen eines jungen amerikanisch-italienischen Liebespaares, das zu Beginn seiner Ehe schwierige Hürden zu überwinden hat. In der Bundesrepublik Deutschland lief der Film am 30. November 1951 an.

## Handlung
Der New Yorker Philip Cass, weich und entscheidungsschwach, ist ein von den europäischen Schlachtfeldern des Zweiten Weltkriegs heimgekehrter GI, der sich daheim in den USA nicht mehr zurechtfindet. Seine Mutter ist äußerst dominant und bevormundet ihn. Seinen besonnenen, ruhigen Vater, der von der Mutter regelmäßig niedergemacht wird, verachtet er als Schwächling. Die Familie lebt in ärmlichen Verhältnissen in einer beengten Hinterhauswohnung. Als „Mitbringsel“ aus Europa folgt Cass die ebenso bildhübsche wie noch sehr junge Italienerin Teresa, eine Kriegsbraut, die er vor Ort in Italien geheiratet hat und die sich an der Seite eines Amerikaners eine bessere Zukunft erhofft.
Einem Psychologen in New York gegenüber erinnert sich Cass, wieso sein Leben so sehr verfahren erscheint. In Italien hielten ihn seine ständigen Lebensängste im Würgegriff. Seine Einheit traf beim Vormarsch auf eine deutsche Patrouille. Dabei verlor Cass die Nerven und brachte dadurch seine eigenen Leute in höchste Gefahr. Im Lazarett wurde ihm eine Angstneurose bescheinigt. Als er dort aufwachte, teilte man ihm mit, dass sein GI-Kamerad Sgt. Dobbs infolge von Cass’ lauten Panikattacken, die den deutschen Spähtrupp gewarnt hatte, gefallen ist. In dem Dorf, wo seine Einheit einquartiert war, lernte Cass Teresa kennen. Bald schon verliebte sich der schüchterne, ängstliche Amerikaner in die zarte, aber doch sehr viel willensstärkere Italienerin, und sie heirateten.
Wieder in New York, gerät der Neu-Zivilist Cass bald in die Mühlen des Alltags. Er findet keinen Job. Seine Mutter verhöhnt Philips Vater und nennt ihn verächtlich „so eine Qualle“. Sue klammert sich an den von ihr in hysterischer Weise vergötterten Sohn. Einzig Philips kleine Schwester Susan erscheint in der hochgradig gestörten Familie als ein fröhlicher, unbeschwerter Mensch. Seiner Mutter, die ganz bestimmte Vorstellungen von Philips zukünftiger Frau hat, verheimlicht er die bereits in Italien geschlossene Ehe, um jeglichem Konflikt mit ihr aus dem Wege zu gehen. Als die Mutter noch vor Teresas Ankunft in Amerika zufälligerweise ein Hochzeitsfoto der beiden entdeckt, bekommt sie einen hysterischen Schreikrampf.
In New York eingetroffen und von Philip am Hafen abgeholt, ist die Kriegsbraut ein wenig enttäuscht. Die ärmliche Unterkunft der Familie hatte sie so nicht erwartet, ihre Schwiegermutter empfängt sie mit verkrampft gespielter Freundlichkeit. Teresa drängt ihren ihr weitgehend unbekannten Ehemann zu mehr Eigeninitiative. Sie will endlich eine eigene Wohnung, „wegkommen von den vielen Menschen, und wegkommen von ihr…“ (gemeint ist die Schwiegermutter), wie sie Philip in einem Anflug von Verzweiflung gesteht. Philips Mutter jedoch beginnt ihren Sohn mit allen Mitteln an sich zu binden. Als er sich um eine Anstellung als Vertreter bewerben will, macht sie ihn vor Teresa lachend herunter: „Ich glaub‘, ein Vertreter wirst du nie“. Teresa nimmt Philip vor ihr in Schutz und wird daraufhin von ihrer Schwiegermutter subtil gerüffelt: „Ich weiß nicht, warum du ihn treibst, Teresa. Immer treiben, treiben Teresa.“
Während Philips erste Bemühungen als Vertreter daraufhin tatsächlich scheitern und er völlig niedergeschlagen heimkehrt, erfährt Teresa von ihrem Gynäkologen, dass sie schwanger ist. Ein gemeinsamer Familienausflug ans Meer gerät zum Desaster. Von seinen Erinnerungen an seine Kriegserlebnisse gequält, von seiner Übermutter bedrängt und voller Verachtung für den schwächlichen Vater, in dem Philip sich mehr und mehr wiederzuerkennen glaubt, läuft er eines Abends während eines gemeinsamen Strandausfluges davon. Als er betrunken heimkehrt, stellt Teresa ihm ein Ultimatum. Sie will fort und zwar sofort. Auf ihre Eröffnung, dass sie ein Kind von ihm erwarte, erwidert er, dass das jetzt ein ungünstiger Zeitpunkt sei. Er ist so willensschwach, dass er seine Frau einfach gehen lässt. Teresa ergreift die Initiative und verlässt ihn tatsächlich.
Philip begreift jetzt endlich, dass er sein Leben ändern muss. Seine Mutter macht gewaltigen Druck, als er sich endlich dazu entschließt, auszuziehen. Sie bettelt und schreit: „Willst du mich umbringen?“ Der vermeintlich schwache Vater erweist sich als vernünftig und bestärkt seinen Sohn in seiner Entscheidung, sein Leben endlich in die eigenen Hände zu nehmen. Philip nimmt einen Job an. Philips Vater bekommt heraus, in welcher Klinik Teresa zur Entbindung liegt, und er informiert seinen Sohn darüber. Zusammen eilen sie ins Krankenhaus. Einige Zeit später verlässt das junge Ehepaar mit seinem neugeborenen Kind im Arm die Klinik und bezieht seine erste gemeinsame Wohnung.

## Produktionsnotizen
Zinnemann drehte sein Drama, neben William Wylers Meisterwerk Die besten Jahre unseres Lebens ein weiteres ausgezeichnetes Beispiel für einen Film über die Heimkehrer, die sich nach der Rückkehr aus dem Zweiten Weltkrieg im Zivilleben daheim in den USA nicht mehr zurechtfinden, im halbdokumentarischen Stil an Originalschauplätzen (Italien, New York). Dabei bezieht er wie schon in Die Gezeichneten naturalistische und veristische Stilelemente – hier: die italienischen Trümmerwüsten infolge des Krieges und die beengte Bautristesse der New Yorker Unterschicht – als starkes Moment in die Handlung mit ein. Die Glaubwürdigkeit und Realitätsnähe seiner Geschichte wird unter anderem noch dadurch gesteigert, dass Zinnemann alle Dialoge zwischen den italienischen Darstellern zu Beginn des Films in der Originalsprache führen lässt.
Fred Zinnemann, der immer wieder mit Debütanten – etwa Marlon Brando in Die Männer – gearbeitet hat, gab dem gebürtigen Deutschen John Ericson hier seine erste Kinofilmrolle. Pier Angeli absolvierte in Teresa ihr englischsprachiges Filmdebüt und blieb im Anschluss daran in Hollywood. Rod Steiger, der bereits in einer der ersten Szenen als Psychologe Frank zu sehen ist, gab in Teresa gleichfalls sein Debüt vor der Kamera.
Arthur Hayes und Stewart Stern erhielten für ihre Storyvorlage eine Oscar-Nominierung.
Bei einer Wiederaufführung erhielt der Film in der Bundesrepublik Deutschland den Zweittitel Die Geschichte einer Braut.
Die FSK gab den Film ab 12 Jahren frei.

## Kritik
Die Kritiken zu diesem halbdokumentarischen Film waren nahezu durchgehend positiv. Gelobt wurde Zinnemanns Einfühlungsvermögen bei der Zeichnung der Charaktere sowie sein Gespür für die Wahl der authentischen Locations.
Das große Personenlexikon des Films bezeichnete Teresa als ein „behutsames Selbstfindungsdrama“ und lobte an gleicher Stelle die darstellerische Kraft der Hauptdarsteller, vor allem die Ericsons: „John Ericson gab eine beeindruckende Leistung eines willensschwachen jungen Mannes, der sich, angewidert vom nicht durchsetzungsfähigen Vater, in dem er sein Spiegelbild sieht, von der dominanten Mutter nicht lösen kann und dadurch seine noch junge und höchst zerbrechliche Ehe mit einer italienischen Soldatenbraut gefährdet“.
Halliwell‘s Film Guide befand zu Teresa: „Careful, sensitive, intelligent variation on a problem frequently considered by films of this period.“
Das Lexikon des Internationalen Films lobte Teresa: „Überzeugender noch als die psychologisierende Handlung ist der unkonventionelle, unverstellte Blick auf die amerikanische Realität. Behutsam in Bild, Dialog und Darstellung ist Zinnemanns Film ebenso sensibel in seiner Verabscheuung des Krieges.“
Nur der Movie & Video Guide mäkelte ein wenig: „Intriguing, but superficially told, story of WW2 veteran Ericson who returns to U.S. with his Italian bride, encountering home town prejudice“.